# Stephen Dobbie
Stephen Dobbie (né le 5 décembre 1982 à Glasgow en Écosse) est un footballeur évoluant au poste d'attaquant au Queen of the South.

## Biographie
Après une formation en Écosse dans le club de sa ville natale, Glasgow, Dobbie part pour une expérience à l'étranger, en Australie, où il est prêté au Northern Spirit FC pour lequel il marque 3 buts en autant de matchs joués. Revenu en Écosse, il signe pour Hibernian en 2003, puis Saint Johnstone en 2005 et enfin Queen of the South en 2007, restant deux saisons dans chacun de ces clubs.
Il quitte l'Écosse à l'été 2009, signant à Swansea City sur la base d'un transfert gratuit. Mais il est peu utilisé par l'entraîneur du club, Paulo Sousa, qui le pousse sur le banc et le cède en prêt à un autre club de Championship, Blackpool. L'arrivée d'un nouvel entraîneur en la personne de Brendan Rodgers, qui lui fait confiance, l'incite, le 25 août 2010, à prolonger son contrat qui court désormais jusqu'à juin 2013. Lors de la saison qui suit (2010-2011), il joue quasiment tous les matchs de l'équipe, tantôt comme titulaire, tantôt comme remplaçant.
Le 7 août 2014 il est prêté à Fleetwood Town.
Le 5 août 2015 il rejoint Bolton.

## Palmarès
Swansea City
- Playoffs de Championship
  - Vainqueur 2011

### Distinctions personnelles
- Membre de l'équipe-type de Scottish Championshiop en 2017 , 2018 et 2019

- Meilleur buteur de la Scottish Championship en 2017 (19 buts) et 2018 (18 buts)

- Joueur de la Scottish Championship en 2019